# Bibliotheca Hagiographica Latina
«Бібліоте́ка лати́нської агіогра́фії» (лат. Bibliotheca Hagiographica Latina), або BHL — латиномовний каталог християнських агіографічних матеріалів. Містить стародавні твори: життя житія святих, описи їхніх чудес, перенесення їхніх мощей, тощо. Впорядкований за абеткою. У каталозі вказані рукописи, інципіти і друковані видання. Перше видання 1898—1901 років і додаток 1911 року були опубліковані в Брюсселі болландистами. Одним із відповідальних редакторів був єзуїт Іпполіт Делеє. Редактором останніх видань був польський єзуїт-болландист Генрик Фрос. Одне із цінних джерел для вивчення християнських святих разом із Bibliotheca Hagiographica Graeca і Bibliotheca Hagiographica Orientalis.

## Видання
- Bibliotheca hagiographica latina antiquae et mediae aetatis, éditée par la Société des Bollandistes, Subsidia Hagiographica 6. Bruxelles: Société des Bollandistes, 1898-1901.
  - Vol. I: A—I (Gallica [Архівовано 26 лютого 2020 у Wayback Machine.]; Internet Archive)
  - Vol. II: K—Z (Gallica [Архівовано 26 лютого 2020 у Wayback Machine.]; Internet Archive)
  - Supplementum (Gallica [Архівовано 26 лютого 2020 у Wayback Machine.]; Internet Archive)

- Il est fait souvent référence à l'édition critique des vies des saints de Bruno Krusch, Monumenta Germaniae historica. Scriptores rerum Merovingicarum, Hanovre, 1884-1920, 7 volumes, abrégée en « MGH.SRM ». La numérotation fait alors place à une pagination ordinaire, et les textes sont détaillés.
- Bibliotheca hagiographica latina antiquae et mediae aetatis. Novum Supplementum, edité par  Henryk Fros, Subsidia Hagiographica 70 (Bruxelles: Société des Bollandistes, 1986).
- Bibliotheca hagiographica latina manuscripta (BHLms). 1998.